# Trzmiel łąkowy
Trzmiel łąkowy, trzmiel leśny (Bombus pratorum) – gatunek z rodziny pszczołowatych. Zaliczany do pszczół właściwych, rodzaju Bombus. Występuje w Europie Środkowej i Północnej, dość licznie nawet w wyżej położonych regionach. W Polsce, tak jak pozostałe trzmiele, objęty częściową ochroną gatunkową.
Długość ciała: robotnice 11–12 mm, królowa 15–17 mm.

Wygląd: przeważa kolor czarny, żółte pasy znajdują się za głową i za skrzydłami, koniec odwłoka jest natomiast czerwony.

Środowisko: występuje w szerokim spektrum zbiorowisk roślinnych, zarówno w parkach jak i na łąkach, polach i w ogrodach. Niespotykany jedynie w głębi lasów.

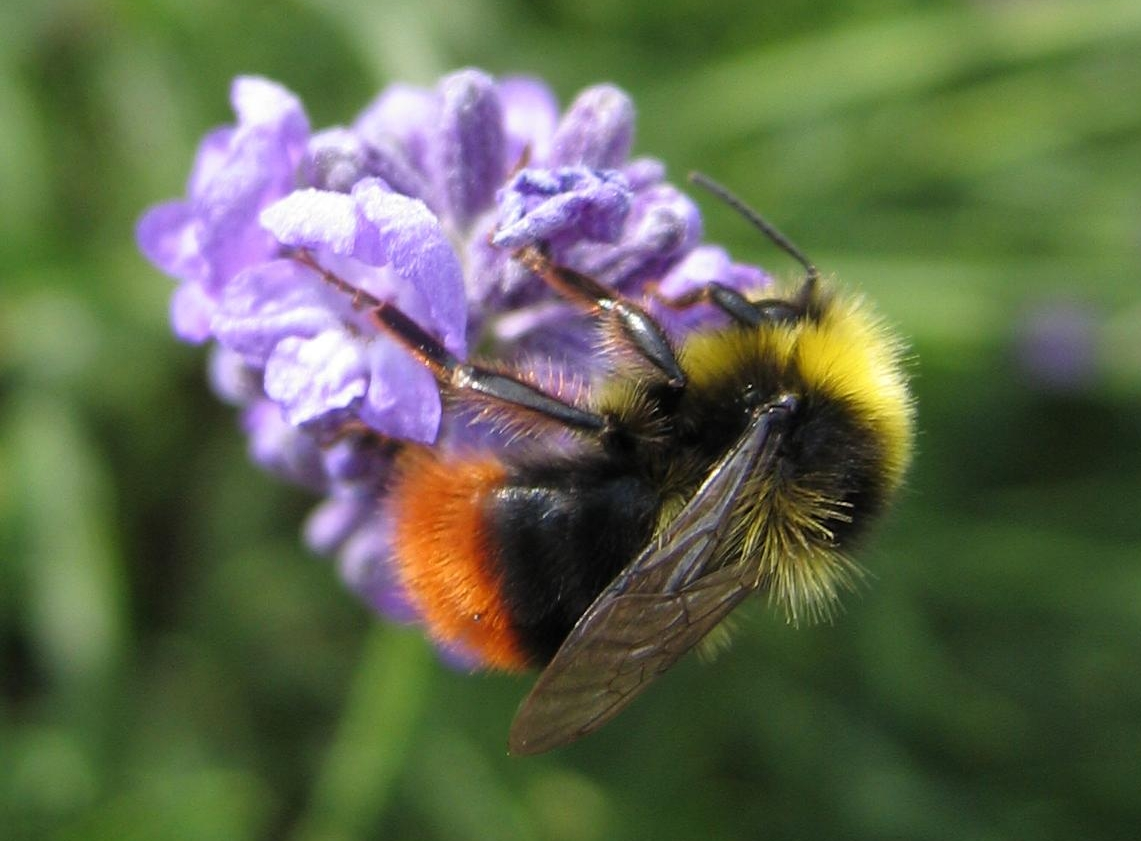
Trzmiel łąkowy zbierający nektar

Samice trzmiela łąkowego wylatują z zimowych kryjówek wczesną wiosną wyszukując kwitnących wierzb. Zakładają gniazda w ukrytych miejscach: ptasich gniazdach, mysich norach, pod próchniejącymi pniami lub w starych budynkach (opuszczone stodoły lub inne budynki gospodarcze).